# Breziny
Breziny (ungarisch Zólyomberezna – 1888–1907 Berezna und bis 1888 Brezini) ist eine Gemeinde in der Mittelslowakei mit 377 Einwohnern (Stand 31. Dezember 2024) und gehört zum Okres Zvolen, einem Kreis des Banskobystrický kraj.

## Geographie
Die Gemeinde befindet sich im nördlichen Teil des Talkessels Pliešovská kotlina an der Neresnica, kurz vor dem Durchbruch durch das Javorie-Gebirge. Das Ortszentrum liegt auf einer Höhe von 360 m n.m. und ist 10 Kilometer von Zvolen entfernt.
Nachbargemeinden sind Ostrá Lúka im Norden, Zvolen im Nordosten, Podzámčok im Osten, Dobrá Niva im Süden, Dubové im Südwesten und Bacúrov im Westen.

## Geschichte
Nach spärlich vorhandenen Funden vermutet man, dass das heutige Gemeindegebiet etwa 2400 v. Chr. besiedelt war. Im Mittelalter führte ein via magna genannter Handelsweg vom Komitat Hont heraus Richtung Ostsee. Nach einem türkischen Überfall im Herrschaftsgebiet der Burg Dobrá Niva am 12. Februar 1556 ließ der damalige Gutsherr Esterházy Familien rund um einen Meierhof in der heutigen Siedlung Horné Breziny ansiedeln. Weitere Verwüstungen wiederholten sich bis 1637. Als selbständiger Ort wurde der Besitz erst 1784 schriftlich erwähnt und zwar als evangelische Filialpfarrei von Dobrá Niva.
Bis 1918 gehörte der im Komitat Sohl liegende Ort zum Königreich Ungarn und kam danach zur Tschechoslowakei beziehungsweise heute Slowakei.

## Bevölkerung
| Jahr                | 1994 | 2004  | 2014    | 2024    |
| ------------------- | ---- | ----- | ------- | ------- |
| Anzahl der Personen | 310  | 341   | 358     | 377     |
| Unterschied         |      | +10 % | +4,98 % | +5,30 % |

| Jahr                | 2023 | 2024    |
| ------------------- | ---- | ------- |
| Anzahl der Personen | 370  | 377     |
| Unterschied         |      | +1,89 % |

Nach der Volkszählung 2011 wohnten in Breziny 357 Einwohner, davon 302 Slowaken, 20 Roma und zwei Tschechen. Ein Einwohner gab eine andere Ethnie an und 32 Einwohner machten keine Angabe zur Ethnie.
195 Einwohner bekannten sich zur römisch-katholischen Kirche, 73 Einwohner zur Evangelischen Kirche A. B., jeweils zwei Einwohner zu den Baptisten und zur griechisch-katholischen Kirche und ein Einwohner zur jüdischen Gemeinde. 40 Einwohner waren konfessionslos und bei 44 Einwohnern wurde die Konfession nicht ermittelt.

## Bauwerke
- denkmalgeschützter Holzglockenturm aus dem 19. Jahrhundert